# Самсова, Галина Мартиновна
Галина Мартиновна Самсова (17 марта 1937, Сталинград — 11 декабря 2021, Лондон) — российская артистка балета и директор труппы.

## Ранняя жизнь и тренировки
Самсова (фамилия при рождении Самцова) родилась в Сталинграде (ныне Волгоград) на юго-западе России 14 марта 1937 года. Она начала заниматься балетом в раннем возрасте. Она училась в Киевской школе оперного балета у Натальи Веркундовой и в 1956 году поступила в Киевский оперный балет, где со временем стала солисткой. В 1960 году она вышла замуж за канадско-украинского учителя танцев Александра Урсуляка и переехала с ним в Канаду. В 1961 году она присоединилась к Национальному балету Канады в Торонто, упростив написание своей девичьей фамилии с Самцова на Самсова. Нанятая в качестве солистки, она вскоре получила должность главной танцовщицы и была занята в ведущих партиях в «Лебедином озере» и «Жизели», а также в произведениях Баланчина, Тюдора и Кранко.

## Исполнительская деятельность
В 1963 году, когда Самсова гостила в Лондоне, её рекомендовали Раймундо де Ларраину, племяннику маркиза де Куэваса, на главную роль в новой постановке «Золушки» Прокофьева в хореографии Вацлава Орликовского, представленной на Международном фестивале танца в Париже. Дебютировав в этой роли, которую она танцевала почти каждый день в течение месяца, Самсова получила золотую медаль фестиваля за выступление женщины-танцовщицы (Рудольф Нуреев получил золотую медаль за выступление мужчины-танцовщика). Её лирическая интерпретация Золушки также привела к тому, что её приглашали выступить в качестве гостя во многих труппах, включая балет Марсельской оперы и Лондонский фестивальный балет.
Самсова присоединилась к Лондонскому фестивальному балету в качестве приглашённого артиста в 1964 году, но вскоре стала постоянным членом труппы и занимала должность главной балерины почти десять лет, до 1973 года. Во время работы в труппе она установила партнёрские отношения с Дэвидом Адамсом, выступая в виртуозных показательных номерах, таких как «Весенние воды» и па-де-де Медора-Али из «Корсара», вечерних классических номерах, таких как «Лебединое озеро» и «Спящая красавица», и многих других произведениях. За исполнение «Жизели» пара получила золотую медаль на фестивале «Il Festival de la Opera» в Мадриде. В 1966 году Самсова отправилась в Йоханнесбург, ЮАР, чтобы станцевать в качестве приглашённой звезды в ещё одном спектакле «Золушка», поставленном французским хореографом Франсуазой Адрет для «PACT/TRUK Ballet». Роль прекрасного принца в этой постановке досталась Андре Проковскому, франко-русскому танцору, с которым Самсова познакомилась в Марселе и который вскоре начнёт играть большую роль в её жизни. Он стал не только её партнёром на сцене, но и вторым мужем после неудачного первого брака.
В последующие годы работы в Лондонском фестивальном балете Самсова сформировала признанное партнёрство с Проковским. Они танцевали вместе во многих произведениях репертуара труппы, создав ведущие партии в «Неизвестном острове» (1969) Джека Картера, в «Отелло» и «Пери» (оба 1971) Питера Даррелла, а также в «Вариациях Дворжака» (1970) и «Моцартиане» (1973) Рональда Хайнда. Самсова и Проковский поженились в 1972 году и покинули Лондонский фестивальный балет в 1973 году, чтобы руководить и выступать в собственной труппе. Вскоре она выросла в «Новый Лондонский балет», классическую труппу из четырнадцати танцовщиков, которая много гастролировала в Великобритании и за рубежом с репертуаром, состоящим в основном из недавно созданных произведений. После расформирования труппы в 1977 году из-за невыполнимых требований профсоюза музыкантов Лондона, Самсова последовала за Проковским в Италию, где он на два года принял руководство балетом Римской оперы. Помимо танцев с этой труппой, Самсова выступала в качестве гостя с труппами во Франции, Германии, Гонконге, Канаде, США, ЮАР и Англии.
В 1978 году она танцевала в качестве гостя в Королевском балете Сэдлерс Уэллс (сейчас он называется Бирмингемский Королевский балет), а через два года, в 1980 году, присоединилась к труппе в качестве директора и педагога. За десять лет работы в этой труппе она поставила гран-па из второго акта «Пахиты» (1980) и в сотрудничестве с Питером Райтом осуществила постановку «Лебединого озера» (1981).

## Дальнейшая жизнь
После ухода со сцены Самсова стала художественным руководителем Шотландского балета в Глазго в 1991 году, сменив его основателя Питера Даррелла, который умер в 1987 году. Самсова усилила акцент на классике в репертуаре, поставив собственную версию 3-го акта «Раймонды» (1990), и представила неоклассические произведения Баланчина, Роберта Кохана, Марка Болдуина и других. Она покинула свой пост в 1997 году. С тех пор Самсова, которая развелась с Проковским в 1981 году, снова поселилась в Лондоне, где она была наставником молодых танцовщиков. Она также продолжает свою карьеру в качестве члена жюри международных балетных конкурсов в Париже, Москве, Киеве, Шанхае и Джексоне, штат Миссисипи.
Она умерла в Лондоне 11 декабря 2021 года в возрасте 84 лет.